# ディプロモセラス
ディプロモセラス（学名：Diplomoceras）は、後期白亜紀の海に生息していたディプロモセラス科に属する異常巻きアンモナイトの属。最大の異常巻きアンモナイトである殻の長さが1.5メートルに達する種もいたほか、白亜紀末の大量絶滅まで生き延びていた最後のアンモナイトでもある。

## 命名
1900年、Hyattが記載することなく、実質的にハミテス属の種 Hamites cylindraceus をジェノタイプ標本として扱ってディプロモセラス属を設立した。

## 特徴
平面螺旋を描いて螺環が密着している正常巻きのアンモナイトと異なり、ディプロモセラスの螺環は互いに離れ、真っ直ぐに伸びたシャフト部分とU字型のターン部分から殻全体が構築されている。この形状はゼムクリップにも喩えられる。同様の特徴は同じディプロモセラス科に属するポリプチコセラスなどにも見られるが、ディプロモセラスには殻の長さが1.5メートルに達する巨大な種も確認されている。この大きさは2018年時点で発見されている全ての異常巻きアンモナイトの中で最大である。とはいえ1メートル級の個体は稀であり、推定約30センチメートル程度と、ポリプチコセラスと同等の大きさの個体も産出している。
螺環の表面には無数の肋が環形を描いて横方向に並んでいる。縫合線はポリプチコセラスのものに似るが、より複雑である。

## 産地
世界的に上部白亜系カンパニアン階とマーストリヒチアン階から産出しており、南極大陸、アルメニア、オーストラリア、オーストリア、ベルギー、ブルガリア、チリ、デンマーク（グリーンランド含む）、日本、メキシコ、オランダ、ロシア、南アフリカ共和国、スペイン、チュニジア、ウクライナ、アメリカ合衆国から報告されている。日本においては、北海道むかわ町（旧穂別町）では7200万 - 7000万年前にあたる前期マーストリヒチアン階からの産出が確かめられているほか、北海道浦幌町ではK-Pg境界の直下（約6680万年前、マーストリヒチアン期末）から D.cylindraceum が産出している。また先述の最大個体は茨城県ひたちなか市に分布する那珂湊層群平磯累層の最下層から産出しており、ディディモセラス・アワジエンゼ（Didymoceras awajiense）と共産していることから後期カンパニアン期のものと推測されている。

## 種
D. cylindraceum
白亜紀末まで生き延びていた2種のうち1種。肋の間隔が成長過程を通じて一定という特徴がある。2012年8月9日に北海道十勝郡浦幌町に分布する川流布累層上部泥岩部層から化石が産出したことにより、ディプロモセラス属が日本においても最後のアンモナイトの1つであった可能性が示唆された。なおこの化石は十勝郡で初めて発見されたアンモナイトの化石であった。
D. maximum
白亜紀末まで生き延びていた2種のうち1種。成長するにつれて肋の間隔が開いていく特徴がある。シラキュース大学のリンダ・イヴァニーによると、海底のメタン量の減少と肋の同位体パターンは相関しており、1年で1つの肋が新たに形成されたことが示唆されている。これを踏まえると殻の長さが1.5メートルに達する個体には200年以上生きたものもおり、数年で死亡する現生のタコなどと比較すると遥かに長寿であった。
D. notabile
国立科学博物館にカナダ産と北海道産の標本11点（樺太産のD. cf. notabileを含めると12点）所蔵されている。
D. obstrictum
北海道で産出。元々はハミテス属に分類されていたがディプロモセラス属に再分類された。東北大学総合学術博物館に所蔵されている。
D. sachalinense
種小名が示す通りサハリン（樺太）で産出。東北大学総合学術博物館に4点所蔵されている。

### その他の種
Fossilworksと日本古生物横断データベースに基づく。
- D. cascadense
- D. indicum
- D. jimboi
- D. mercedense
- D. mustangense
- D. oshaughnessyi
- D. subcompressum
- D. vermiculare